# Alejandro Sanz: Los Vídeos 91-04
Alejandro Sanz: Los Videos 91 - 04 es un DVD, que incluye toda la videografía, así como algunos Making-Of, del cantante español Alejandro Sanz, comprendida desde 1991 hasta 2004. La idea de este DVD, vino de la propia discográfica, quienes queriendo aprovechar la buena recepción, tanto del disco como de la gira “No es Lo Mismo”, lanzaron este Pack, casi simultáneamente con el lanzamiento de Gira No Es Lo Mismo 2004. Como curiosidad es que, a pesar de ser videoclips desde ‘91 a ’04, el orden de los videoclips está de ‘04 a ’91.

## Los videos: 91-04

### Lista de canciones
1. No es lo mismo
2. Try to save your S’ong
3. Regálame la silla donde te esperé
4. Regálame la silla donde te esperé (Montaje A. Sanz)
5. He sido tan feliz contigo
6. Y solo se me ocurre amarte
7. Aprendiz
8. Cuando nadie me ve
9. El alma al aire
10. Quisiera ser
11. The Hardest Day con The Corrs
12. Una Noche con The Corrs
13. Y, si fuera ella?
14. Corazón Partío
15. Amiga Mía
16. Aquello que me diste
17. Corazón Partío (Latin Remix)
18. La fuerza del corazón
19. Mi soledad y yo
20. Lo ves?
21. Quiero Morir en tu veneno
22. Cómo te echo de menos
23. Si Tú me miras
24. Pisando fuerte
25. Los dos cogidos de la mano

### Material Extra: Cómo Se Hizo
1. Cuando Nadie Me Ve
2. Quisiera Ser
3. El Alma Al Aire
4. Una Noche
5. No Es Lo Mismo
6. Regálame La Silla Dónde Te Esperé
7. He Sido Tan Feliz Contigo
8. Try To Save Your S'ong